# Liste d'aéronefs (N-S)
Pour un article plus général, voir Liste des aéronefs.
- A
- B
- C
- D
- E-H
- I-M
- N-S
- T-Z

## N

### Naglo
- Naglo D.II

### Nakajima Aircraft Company
- Nakajima 7-Shi
- Nakajima A1N
- Nakajima A2N
- Nakajima A4N
- Nakajima A6M2-N
- Nakajima AT-2
- Nakajima B5N
- Nakajima B6N Tenzan
- Nakajima C6N Saiun
- Nakajima D3N
- Nakajima E2N
- Nakajima E4N
- Nakajima E8N
- Nakajima G5N Shinzan
- Nakajima G8N Renzan
- Nakajima G10N Fugaku
- Nakajima J1N Gekko
- Nakajima J5N Tenrai
- Nakajima Ki-4
- Nakajima Ki-8
- Nakajima Ki-11
- Nakajima Ki-12
- Nakajima Ki-27
- Nakajima Ki-34 Thora
- Nakajima Ki-43 Hayabusa
- Nakajima Ki-44 Shoki
- Nakajima Ki-49 Donryu
- Nakajima Ki-84 Hayate
- Nakajima Ki-87
- Nakajima Ki-115 Tsurugi
- Nakajima Ki-116
- Nakajima Ki-201 Karyu
- Nakajima Kikka
- Nakajima Ko. 3
- Nakajima Ko. 4
- Nakajima NAF
- Nakajima NC
- Nakajima Type 1
- Nakajima Type 2
- Nakajima Type 91
- Nakajima Type 95
- Nakajima Type 97

### NAL
- NAL Saras

### NAMC
- NAMC CJ-6
- NAMC J-12
- NAMC Q-5
- NAMC YS-11

### Nanchang
- Nanchang Q-5

### Nanjing Institute of Aeronautics
- ChangKong-1
- ChangKong-2

### Nardi
- Nardi FN.305
- Nardi FN.310
- Nardi FN.315
- Nardi FN.316
- Nardi FN.333 Riviera

### Naval Aircraft Factory
- Naval Aircraft Factory BN
- Naval Aircraft Factory N3N
- Naval Aircraft Factory N5N
- Naval Aircraft Factory SBN
- Naval Aircraft Factory SON Seagull
- Naval Aircraft Factory OS2N Kingfisher
- Naval Aircraft Factory PBN
- Naval Aircraft Factory F6L
- Naval Aircraft Factory PN-5
- Naval Aircraft Factory PN-6
- Naval Aircraft Factory PN-12
- Naval Aircraft Factory TF
- Naval Aircraft Factory TS

### Neiva
- Neiva BN-1
- Neiva BN-2
- Neiva Caraja
- Neiva Corisco
- Neiva Minuano
- Neiva P-56 Paulistinha
- Neiva Regente
- Neiva Sertanejo
- Neiva T-25 Universal

### Nestler
- Nestler Scout

### NFW
- NFW E-I
- NFW E-II

### NHIndustries
- NHIndustries NH90

### Nielsen & Winther
- Nielsen & Winther Aa

### Nieuport
- Nieuport I
- Nieuport II
- Nieuport III
- Nieuport IV
- Nieuport VI
- Nieuport X
- Nieuport 10
- Nieuport 11 « Bébé »
- Nieuport 12
- Nieuport 16
- Nieuport 17
- Nieuport 18
- Nieuport 20
- Nieuport 21
- Nieuport 23
- Nieuport 24
- Nieuport 25
- Nieuport 27
- Nieuport 28
- Nieuport Madon
- Nieuport 29
- Nieuport 31
- Nieuport 32
- Nieuport 140
- Nieuport 160
- Nieuport Bébé
- Nieuport Monoplane
- Nieuport Nightjar
- Nieuport Scout
- Nieuport-Delage NiD.29
- Nieuport-Delage NiD.30T
- Nieuport-Delage NiD.31
- Nieuport-Delage NiD.32
- Nieuport-Delage NiD.33
- Nieuport-Delage NiD.37
- Nieuport-Delage NiD.38
- Nieuport-Delage NiD.390 à NiD-393
- Nieuport-Delage NiD.40R
- Nieuport-Delage NiD.42
- Nieuport-Delage NiD.43
- Nieuport-Delage NiD.44
- Nieuport-Delage NiD.46
- Nieuport-Delage NiD.48
- Nieuport-Delage NiD.50
- Nieuport-Delage NiD.52
- Nieuport-Delage NiD.540
- Nieuport-Delage NiD.560
- Nieuport-Delage NiD.570
- Nieuport-Delage NiD.580
- Nieuport-Delage NiD.590
- Nieuport-Delage NiD.60
- Nieuport-Delage NiD.62 et ses dérivés Nieuport-Delage NiD.622 à NiD-629
- Nieuport-Delage NiD.640 et NiD-641
- Nieuport-Delage NiD.690
- Nieuport-Delage NiD.72
- Nieuport-Delage NiD.740
- Nieuport-Delage NiD-80, Nieuport-Delage NiD.81, Nieuport-Delage NiD.82,Nieuport-Delage NiD.83, Nieuport-Delage NiD.84 et Nieuport-Delage NiD.85
- Nieuport-Delage NiD.940
- Nieuport-Delage NiD-120 à NiD-125
- Nieuport-Delage NiD.225
- Nieuport-Delage Ni DC-1
- Nieuport-Delage NiD.M
- Loire-Nieuport LN-40

### Nieuport & General Aircraft
- Nieuport & General B.N.1
- Nieuport & General London
- Nieuport & General Nighthawk

### Nikitin-Shevchenko
- Nikitin-Shevchenko IS-1
- Nikitin-Shevchenko IS-2

### Noorduyn
- Noorduyn C-64 Norseman
- Noorduyn JA-1 Norseman
- Noorduyn Norseman

### Nord-Aviation
- Nord 1221 Norélan
- Nord 1200 Norécrin
- Nord 1402 Gerfaut
- Nord 2100 Norazur
- Nord 2200
- Nord 2501 Noratlas
- Nord 3202
- Nord 3400 Norbarbe
- Nord-Aviation N260 Super Broussard
- Nord-Aviation N262
- Nord Aviation CT.20
- Nord Aviation CT.41

### North American Aviation
- North American A-2 Savage
- North American A-27
- North American A-36 Apache
- North American AJ Savage
- North American A2J
- North American A-5 Vigilante
- North American B-25 Mitchell
- North American B-45 Tornado
- North American F-82 Twin Mustang
- North American F-86 Sabre
- North American F-100 Super Sabre
- North American FJ Fury
- North American Harvard
- North American NA-16
- North American NA-26
- North American NA-44
- North American NA-50
- North American NA-64 (Yale)
- North American NA-68
- North American O-47
- North American OV-10 Bronco
- North American P-51 Mustang
- North American PBJ-1
- North American P-64
- North American F-82 Twin Mustang
- North American T-2 Buckeye
- North American T-6 Texan
- North American BT-9
- North American T-28 Trojan
- North American T-39 Sabreliner
- North American T3J
- North American X-10
- North American X-15
- North American XB-21
- North American XB-28 Dragon
- North American XB-70 Valkyrie
- North American XF-108 Rapier
- North American XP-78
- North American YF-107 Ultra Sabre
- North American YF-93
- North American YF-95
- North American/Rockwell 100 Darter/Lark Commander
- North American/Ryan Navion

### Northrop Corporation
- Northrop 3A
- Northrop A-17
- Northrop A-33
- Northrop A-9
- Northrop B2T
- Northrop B-35
- Northrop BQM-155
- Northrop BT
- Northrop C-19 Alpha
- Northrop C-100 Gamma
- Northrop C-125 Raider
- Northrop Delta
- Northrop F-5 Freedom Fighter
- Northrop F-20 Tigershark
- Northrop F-89 Scorpion
- Northrop F2T Black Widow
- Northrop HL-10
- Northrop N-1M
- Northrop N-9M
- Northrop N3P
- Northrop Nomad
- Northrop P-61 Black Widow
- Northrop P-64
- Northrop RF-5 Tigereye
- Northrop F-15/RF-61 Reporter
- Northrop RQ-5 Hunter
- Northrop T-38 Talon
- Northrop Tacit Blue
- Northrop X-4 Bantam
- Northrop X-21
- Northrop XA-16
- Northrop XFT
- Northrop XP-56 Black Bullet
- Northrop XP-79 Flying Ram
- Northrop YA-9
- Northrop YA-13
- Northrop YB-49
- Northrop YF-17 Cobra
- Northrop Grumman B-2 Spirit
- Northrop Grumman RQ-5 Hunter, MQ-5 Hunter
- Northrop Grumman RQ-8 Fire Scout
- Northrop Grumman X-47 Pegasus
- Northrop/McDonnell Douglas YF-23 Black Widow II

### Nuri Demirag
- Nuri Demirag NuD-36
- Nuri Demirag NuD-38

### NVI
- NVI F.K.31

### NZAI
- NZAI CT/4 Airtrainer

## O

### OKB-1
- OKB-1 EF 140

### OMA Sud
- Skycar

### Opel
- Opel-Sander RAK.1

### Orbital Sciences Corporation
- Orbital Sciences X-34

## P

### Pacific Aerospace
- Pacific Aerospace Airtrainer
- PAC Cresco
- Pacific Aerospace Fletcher
- PAC 750XL

### Pacific Aerosystems
- Pacific Aerosystems Heron

### Pacific Airmotive
- PAC Tradewinds et PAC Turbo Tradewinds

### Packard
- Packard-Lepère LUSAC-11
- Packard-Lepère LUSAC-21
- Packard-Lepère LUSAGH-11
- Packard-Lepère LUSAGH-21
- Packard-Lepère LUSAO-11

### Pakistan Aeronautic Complex(PAC)
- PAC K-8 Karokorum
- PAC Mushshak

### Panavia Aircraft GmbH
- Panavia Tornado

### Pander & Son(en)
- Pander S-4 Postjager

### Panha
- Panha Shabaviz 2-75

### Parnall
- Parnall Heck III
- Parnall Panther
- Parnall Plover

### Partenavia
- Partenavia P.59
- Partenavia P.68

### Pasotti
- Pasotti F.6 Airone
- Pasotti F.7
- Pasotti F.9 Sparviero

### Paulic
- Paulic T-3B-1
- Paulic T-6

### Payen
- Payen AP-10
- Payen AP-12
- Payen PA-22
- Payen Pa-49 Katy
- Payen Pa-61 Arbalète
- Payen Pa-101

### PBN
- PBN Defender

### Percival
- Percival Gull
- Percival Merganser
- Percival Mew Gull
- Percival Pembroke
- Percival Petrel
- Percival Prentice
- Percival President
- Percival Prince
- Percival Proctor
- Percival Provost
- Percival Q6
- Percival Sea Prince
- Percival Vega Gull

### Performance Aircraft
- Performance Aircraft Legend

### Pereira
- Pereira X-28 Sea Skimmer

### Petliakov
- Petliakov Pe-2
- Petliakov Pe-8

### Peyret
- Peyret-Abrial A-5 Rapace

### Pfalz
- Pfalz D.III
- Pfalz D.VI
- Pfalz D.VII
- Pfalz D.VIII
- Pfalz D.XII
- Pfalz D.XV
- Pfalz Dr.I
- Pfalz E.I
- Pfalz E.II

### Phoenix
- Phoenix Cork

### Phönix Flugzeugwerke
- Phönix 20.14
- Phönix 20.15
- Phönix 20.16
- Phönix 20.22
- Phönix C.I
- Phönix D.I
- Phönix D.II
- Phönix D.III
- Phönix D.IV

### Piaggio Aero
- Piaggio P108
- Piaggio P136 Royal Gull
- Piaggio P148
- Piaggio P149 (produit en Allemagne sous le nom Focke-Wulf FWP-149D)
- Piaggio P166 Albatross
- Piaggio P180 Avanti et Avanti II
- Piaggio PD-808

### Piasecki
- Piasecki CH-21 Shawnee
- Piasecki H-25
- Piasecki HUP-3

### Pietenpol
- Pietenpol Air Camper
- Pietenpol Sky Scout

### Pilatus
- Pilatus SB-2 Pelican
- Pilatus P-2
- Pilatus P-3
- Pilatus P-4
- Pilatus PC-6 Porter et Turbo Porter
- Pilatus PC-7 Turbo Trainer
- Pilatus PC-8D Twin Porter
- Pilatus PC-9
- Pilatus PC-11/Pilatus B-4
- Pilatus PC-12
- Pilatus PC-21
- Pilatus PC-24 Super Versatile Jet

### Pine
- Super "V" Bonanza

### Pioneer UAV, Inc
- Pioneer RQ-2 Pioneer

### Piper
- Piper Cub ou Piper J-3
- Piper PA-18 Super Cub
- Piper PA-20 Pacer
- Piper PA-21
- Piper PA-23 Apache, Aztec
- Piper PA-24 Comanche
- Piper PA-25 Pawnee
- Piper PA-28 Cherokee, Warrior, Archer, Dakota, Arrow
- Piper PA-30 Twin Comanche
- Piper PA-31 Chieftain, Mojave, Navajo, Cheyenne
- Piper PA-32 Cherokee Six, Lance, Saratoga
- Piper PA-34 Seneca
- Piper PA-36 Pawnee Brave
- Piper PA-38 Tomahawk
- Piper PA-42 Cheyenne
- Piper PA-44 Seminole
- Piper PA-46 Malibu, Mirage, Meridian, Matrix
- Piper PA-47 PiperJet

### Pitcairn
- Pitcairn Mailwing

### Pitts
- Pitts S-1
- Pitts S-2
- Pitts Model 12

### Pober
- Pober Pixie
- Pober Super Ace

### Polikarpov
- Polikarpov I-16 Ishak
- Polikarpov Po-2
- Polikarpov R-1

### Potez
- Potez VII
- Potez VIII
- Potez IX
- Potez X
- Potez XI
- Potez XI CAp 2
- Potez XII
- Potez XIV
- Potez XV
- Potez XVI
- Potez HO 2
- Potez 17 Postal
- Potez XVIII
- Potez XIX Bn 2
- Potez XX
- Potez XXI
- Potez XXII
- Potez 23
- Potez 24 A2
- Potez 25
- Potez 26 C1
- Potez 27
- Potez 28
- Potez 29
- Potez 30
- Potez 31
- Potez 32
- Potez 33
- Potez 34
- Potez 35
- Potez 36
- Potez 37 R2
- Potez 38
- Potez 39, Potez 390, Potez 391, Potez 392, Potez 393
- Potez 40
- Potez 41
- Potez 42
- Potez 430, Potez 431, Potez 432, Potez 434, Potez 435, Potez 437, Potez 438
- Potez 44
- Potez 450, Potez 452, Potez 453
- Potez 46
- Potez 47
- Potez 48
- Potez 49
- Potez 50, Potez 501, Potez 506
- Potez 51
- Potez 52
- Potez 53
- Potez 540, 541, 542, 543, 544
- Potez 56, 561, 565, 566, 567, 568
- Potez 57
- Potez 58, 580, 585
- Potez 59
- Potez 60
- Potez 61
- Potez 62, 621
- Potez 630, Potez 631, Potez 633, Potez 637, Potez 63.11
- Potez 64
- Potez 650
- Potez 66, Potez 661, Potez 662
- Potez 67, Potez 670, Potez 671
- Potez 68
- Potez 70, 70 BA2, 702 B3, 702 Be3, 703 A3 et 705 B3
- Potez 75
- Potez 84, Potez 840, 841 et 842
- Potez 90
- Potez 91
- Potez 92
- Potez 94
- Potez 220
- Potez 230
- Potez 840, Potez 841, Potez 842
- Potez CM-173 Super Magister, Potez CM-175 Zephyr, Potez 94, Potez-Heinkel CM-191
- Potez-CAMS 141,
- Potez-CAMS 160, Potez-C.A.M.S. 161
- Potez-CAMS 170
- Potez-CAMS 180

### Pottier
- Pottier P.40
- Pottier P.50 Bouvreuil
- Pottier P.60 Minacro
- Pottier P.70S
- Pottier P.80S
- Pottier P.100TS
- Pottier P.110TS
- Pottier P.130L Coccinelle
- Pottier P.150 Xerus
- Pottier P.170S
- Pottier P.180S
- Pottier P.190S
- Pottier P.220S Koala
- Pottier P.230S Panda
- Pottier P.240S Saïga
- Pottier P.270 Hamster
- Pottier P.320S

### Praga
Voir ČKD-Praga

### Procaer
- Procaer F.15 Picchio
- Procaer F.400 Cobra

### Pulsar Aircraft Corporation
- Pulsar Aircraft Pulsar XP
- Pulsar Aircraft Pulsar 150
- Pulsar Aircraft Super Cruiser
- Pulsar Aircraft Super Pulsar 100

### Putzer
- Putzer Elster

### PWS
- PWS-A
- PWS-1
- PWS-3
- PWS-4
- PWS-6
- PWS-8
- PWS-10
- PWS-11
- PWS-12
- PWS-14
- PWS-16
- PWS-18
- PWS-19
- PWS-20
- PWS-21
- PWS-24
- PWS-26
- PWS-33 Wyżeł
- PWS-35
- PWS-40
- PWS-50, PWS-51, PWS-52, PWS-54
- PWS-101, PWS-102, PWS-103

### PZL
- PZL I-22 Iryda
- PZL P.1
- PZL P.7
- PZL P.11
- PZL P.23 Karas
- PZL P.24
- PZL P.37 Los
- PZL PW-5
- PZL-104 Wilga
- PZL-130 Orlik
- PZL M-15 Belphegor
- PZL-Mielec M-18 Dromader
- PZL-Mielec M-28 SkyTruck
- PZL-Okecie PZL-110 Koliber
- PZL Swidnik Mi-2
- PZL Swidnik SW4
- PZL Swidnik W3 Sokol
- PZL TS-8 Bies
- PZL TS-11 Iskra
- PZL TS-16 Grot

## Q

### Quickie Aircraft Corporation
- Quickie
- Quickie Q2
- Quickie Q200

### Quikkit
- Quikkit Glass Goose

## R

### Rausch
- Rausch Star 250

### Raytheon
- Raytheon CT-156 Harvard II
- Raytheon 390 Premier I
- Raytheon Sentinel
- Raytheon Beechcraft 1900
- Raytheon Beechcraft Baron
- Raytheon Beechcraft Bonanza
- Raytheon Beechcraft King Air
- Raytheon Beech T-6 Texan II
- Raytheon Hawker 400XP (Raytheon Beechjet 400)
- Raytheon Hawker 800
- Raytheon Hawker 1000
- Raytheon Hawker 4000

### Rearwin
- Rearwin C-102 Speedster

### Reggiane
- Reggiane Re.2000
- Reggiane Re.2001
- Reggiane Re.2002
- Reggiane Re.2005

### Reims Aviation
- Cessna-Reims 337 Skymaster
- Reims-Cessna F406

### Renard
- Renard Epervier
- Renard R-16
- Renard R-17
- Renard R-30
- Renard R-31
- Renard R-35
- Renard R-36
- Renard R.38
- Renard R-40

### Republic
- Republic F-84 Thunderjet/Thunderstreak/Thunderflash
- Republic XF-91 Thunderceptor
- Republic F-105 Thunderchief
- Republic P-43 Lancer
- Republic P-44 Rocket
- Republic P-47 Thunderbolt
- Republic RC-3 Seabee
- Republic XF-103
- Republic XP-69
- Republic XP-72
- Republic YF-96

### RFB
- RFB Fantrainer
- RFB X-113
- RFB X-114

### Rikugun
- Rikugun Ki-93

### Robin
- Robin DR-100
- Robin DR-200
- Robin DR-221
- Robin DR-300
- Robin DR-400
- Robin DR-500
- Robin HR-100
- Robin HR-200
- Robin R 1000
- Robin R 2000
- Robin R 3000
- Robin ATL
- Robin X4

### Robinson Helicopter
- Robinson R22
- Robinson R44
- Robinson R66

### Rockwell
- Rockwell B-1 Lancer
- Rockwell Commander 112
- Rockwell Commander 114
- Rockwell 500 Commander
- Rockwell 520 Commander
- Rockwell 560 Commander
- Rockwell 680 Commander
- Rockwell 685 Commander
- Rockwell 720 Commander
- Rockwell OV-10 Bronco
- Rockwell T-2 Buckeye
- Rockwell Sabreliner
- Rockwell Thrush Commander
- Rockwell X-30
- Rockwell-MBB X-31
- Space Shuttle

### Roe
- Roe Biplan n° 1 Avroplane
- Roe Triplan n° 1
- Roe Triplan n° 2
- Roe Triplan n° 3
- Roe Triplan n° 4

### Rogozarski
- Rogozarski IK-3
- Rogozarski PVT
- Rogozarski A.Z.R.
- Rogozarski R-100

### Rohrbach Metall Flugzeugbau GmbH
- Rohrbach Ro II
- Rohrbach Ro III et Ro IIIa Rodra
- Rohrbach Ro IV Inverness
- Rohrbach Ro V Rocco
- Rohrbach Ro VI
- Rohrbach Ro VII Robbe
- Rohrbach Ro VIII Roland
- Rohrbach Ro IX Rofix
- Rohrbach Ro X Romar
- Rohrbach Ro XI Rostra

### Roland
- Roland D.II
- Roland D.VI

### Rolladen-Schneider Flugzeugbau GmbH
- LS1
- LSD Ornith
- LS2
- LS3
- LS4
- LS5
- LS6
- LS7
- LS8
- LS9
- LS10
- LS11

### Rolls-Royce
- Rolls-Royce Thrust Measuring Rig « Sommier volant »

### Romano
- Romano R-3
- Romano R-4
- Romano R-5
- Romano R-6
- Romano R-15
- Romano R-16
- Romano R-80 et Romano R-82
- Romano R.90 et Romano R-92
- Romano R-110
- Romano R-120

### Roussel
- Roussel R-30

### Royal Aircraft Factory
- Royal Aircraft Factory BE.1
- Royal Aircraft Factory BE.2
- Royal Aircraft Factory BE.3
- Royal Aircraft Factory BE.4
- Royal Aircraft Factory BE.8
- Royal Aircraft Factory BE.12
- Royal Aircraft Factory FE.2
- Royal Aircraft Factory FE.8
- Royal Aircraft Factory RE.1
- Royal Aircraft Factory RE.5
- Royal Aircraft Factory RE.7
- Royal Aircraft Factory RE.8
- Royal Aircraft Factory SE.2
- Royal Aircraft Factory SE.4
- Royal Aircraft Factory SE.5

### Royal Airship Works
- Royal Airship Works R38
- Royal Airship Works R-101

### Rumpler
- Rumpler 6B
- Rumpler C.I
- Rumpler C.IV
- Rumpler C.VIII
- Rumpler Taube

### Ruschmeyer
- Ruschmeyer R90

### Rutan
- Rutan Defiant
- Rutan Long-EZ
- Rutan Quickie
- Rutan Solitaire
- Rutan VariEze
- Rutan VariViggen
- Rutan Voyager

### RWD
- RWD-1
- RWD-2
- RWD-3
- RWD-4
- RWD-5
- RWD-6
- RWD-7
- RWD-8
- RWD-9
- RWD-10
- RWD-11
- RWD-12
- RWD-13
- RWD-14
- RWD-15
- RWD-16
- RWD-17
- RWD-18
- RWD-19
- RWD-20
- RWD-21
- RWD-22
- RWD-23
- RWD-24
- RWD-25
- RWD-26

### Ryan Aeronautical Company
- Ryan FR Fireball
- Ryan Navion
- Ryan PT-22 Recruit
- Ryan XF2R Dark Shark
- Ryan ST
- Ryan STM
- Ryan X-13 Vertijet

## S

### Saab
- Saab B3
- Saab MFI-15 Safari
- Saab 17
- Saab 18
- Saab J-21
- Saab J 29 Tunnan
- Saab 32 Lansen
- Saab 35 Draken
- Saab 37 Viggen
- Saab 39 Gripen
- Saab 90 Scandia
- Saab 91 Safir
- Saab 105
- Saab 340
- Saab 2000

### Sadler Aircraft Company
- Sadler A-22 Piranha

### SAGEM
- Sperwer

### SAI
- KZ I
- KZ II
- KZ III
- KZ IV
- KZ VII
- KZ VIII
- KZ X

### Saiman
- Saiman 200
- Saiman 202
- Saiman 204

### Samolot
Voir aussi Bartel
- Samolot Sp-I

### Santa Ana
- Santa Ana VM-1

### Saunders-Roe
- Saro A7
- Saro Cloud
- Saro Lerwick
- Saro London
- Saro Skeeter
- Saunders-Roe SR.45 Princess
- Saunders-Roe SR.53
- Saunders-Roe SR.177
- Saunders-Roe SR.A/1

### Savoia-Marchetti
- Savoia-Marchetti S.65
- Savoia-Marchetti SM.73
- Savoia-Marchetti SM.79
- Savoia-Marchetti SM.81
- Savoia-Marchetti SM.82
- Savoia-Marchetti SM.84

### Scaled Composites
- Scaled Composites Proteus
- Scaled Composites Voyager
- Scaled Composites Boomerang
- Scaled Composites SpaceShipOne
- Scaled Composites SpaceShipTwo
- Scaled Composites White Knight
- Scaled Composites White Knight Two
- Scaled Composites X-38
- Scaled Composites GlobalFlyer
- Scaled Composites Model 309
- Scaled Composites Model 395
- Scaled Composites Model 396

### Scheibe Flugzeugbau
- Scheibe Bergfalke

### Schempp-Hirth
- Göppingen Gö 1 Wolf I planeur, 1935
- Göppingen Gö 3 Minimoa planeur, 1936
- Göppingen Gö 4 planeur
- Göppingen Gö 5 planeur, 1937
- Göppingen Gö 9 avion de développement pour le Do 335 Pfeil
- Standard Austria
- Cirrus
- Standard Cirrus
- Discus
- Discus 2
- Ventus
- Ventus 2
- Nimbus
- Nimbus 2
- Nimbus 3
- Nimbus 4
- Mini-Nimbus
- Janus
- Duo Discus

### Schneider
- Schneider Henri-Paul
- Schneider 10M

### Schreck
Voir aussi Franco British Aviation Co. Ltd
- Schreck Diapason
- Schreck d'Artois

### Schütte-Lanz
- Schütte-Lanz C.I
- Schütte-Lanz D.I
- Schütte-Lanz D.II
- Schütte-Lanz D.III
- Schütte-Lanz D.IV
- Schütte-Lanz D.VI
- Schütte-Lanz D.VII
- Schütte-Lanz Dr.I
- Schütte-Lanz G.I
- Schütte-Lanz R.I
- Schütte-Lanz S.L.1
- Schütte-Lanz S.L.2
- Schütte-Lanz S.L.3
- Schütte-Lanz S.L.4
- Schütte-Lanz S.L.5
- Schütte-Lanz S.L.6
- Schütte-Lanz S.L.7
- Schütte-Lanz S.L.8
- Schütte-Lanz S.L.9
- Schütte-Lanz S.L.10
- Schütte-Lanz S.L.11
- Schütte-Lanz S.L.12
- Schütte-Lanz S.L.13
- Schütte-Lanz S.L.14
- Schütte-Lanz S.L.15
- Schütte-Lanz S.L.16
- Schütte-Lanz S.L.17
- Schütte-Lanz S.L.18
- Schütte-Lanz S.L.19
- Schütte-Lanz S.L.20
- Schütte-Lanz S.L.21
- Schütte-Lanz S.L.22

### Schweizer
- Schweizer 269
- Schweizer 300C
- Schweizer 330
- Schweizer 333
- Schweizer RG-8A
- Schweizer RU-38 Twin Condor
- Schweizer SGP-1-1 Primary
- Schweizer SGU 1-2 Yellow Peril
- Schweizer SGU 1/3 Brick
- Schweizer SGU 1-6 Boom Tail
- Schweizer SGU 1-7
- Schweizer SGS 2-8
- Schweizer SGS 2-12
- Schweizer SGU 1-19
- Schweizer SGS 1-20
- Schweizer SGS 1-21
- Schweizer SGS 2-22
- Schweizer SGS 1-23
- Schweizer-Burr SGS 1-24 Brigadoon
- Schweizer SGS 2-25
- Schweizer SGS 1-26
- Schweizer SGS 1-29
- Schweizer SA 1-30
- Schweizer SA 2-31
- Schweizer SGS 2-32
- Schweizer SGS 2-33
- Schweizer SGS 1-34
- Schweizer SGS 1-35
- Schweizer SGS 1-36 Sprite
- Schweizer SGM 2-37 et Schweizer SA 2-37
- Schweizer TG-2
- Schweizer TG-3
- Schweizer TG-4
- Schweizer TG-5
- Schweizer TG-7A
- Schweizer TSC-1A2 Teal II
- Schweizer X-26 Frigate

### Scion
- Scion Senior

### Scott
- Scott SE.5

### Scottish Aviation
- Scottish Aviation Bulldog
- Scottish Aviation Pioneer
- Scottish Aviation Twin Pioneer

### SEA
- SEA I
- SEA II
- SEA III
- SEA IV
- SEA IV-PM

### SEPECAT
- SEPECAT Jaguar

### Sequoia
- Sequoia 300
- Sequoia 301
- Sequoia 302 Kodiak
- Sequoia Falco

### Seversky
- Seversky FN
- Seversky P-35
- Seversky XP-41

### SFECMAS
- SFECMAS 1301
- SFECMAS 1402 Gerfaut

### Sfreddo & Paolini
(Sfreddo & Paolini S.A.)
- SyP I
- SyP II
- Tucán T-1

### Shanghai
- Shanghai Y-10

### Shaanxi Aircraft Company
- Shaanxi KJ-200
- Shaanxi Y-8
- Shaanxi ZDK-03

### Shenyang
- Shenyang J-5
- Shenyang J-6
- Shenyang J-8

### Shin Meiwa
- Shin Meiwa PS-1
- Shin Meiwa US-1

### Short
- Short 166
- Short 184
- Short 320
- Short 330
- Short 360
- Short Belfast
- Short Bomber
- Short C-23 Sherpa
- Short Chamois
- Short Cromarty
- Short R31
- Short R32
- Short S.8/8 Rangoon
- Short S.8 Calcutta
- Short S.23 Empire
- Short S.26M
- Short SB5
- Short Seaford
- Short Singapore
- Short Skyvan
- Short Solent
- Short Stirling
- Short Sunderland
- Short Tucano

### SIAI Marchetti
- SIAI Marchetti S.205
- SIAI Marchetti S.208
- SIAI Marchetti S.210
- SIAI Marchetti S.211
- SIAI Marchetti SF.250 et SF.260
- SIAI-Marchetti SF600 Canguro
- SIAI Marchetti SM.1019

### Siat
- Siat Flamingo

### Siebel
- Siebel Fh 104 Hallore
- Siebel Si 201
- Siebel Si 202 Hummel
- Siebel Si 204

### Siemens-Schuckert
- Siemens-Schuckert D.I (en)
- Siemens-Schuckert D.II
- Siemens-Schuckert D.III
- Siemens-Schuckert D.IV
- Siemens-Schuckert R.I
- Siemens-Schuckert R.II à R.VII
- Siemens-Schuckert R.VIII

### Sikorsky Aircraft Corporation
- Sikorsky Alexander Nevsky
- Sikorsky C-6
- Sikorsky C-28
- Sikorsky CH-3 Sea King
- Sikorsky H-19 Chickasaw
- Sikorsky H-34 Choctaw
- Sikorsky CH-37 Mojave
- Sikorsky CH-53 Sea Stallion
- Sikorsky CH-53E Super Stallion
- Sikorsky CH-53K King Stallion
- Sikorsky CH-54 Tarhe
- Sikorsky CH-124 Sea King
- Sikorsky CH-148 Cyclone
- Sikorsky CH-126
- Sikorsky HSS-1 Seabat
- Sikorsky HUS-1 Seahorse
- Sikorsky Cypher
- Sikorsky Cypher II
- Sikorsky H04
- Sikorsky H-3 Sea King
- Sikorsky H-5
- Sikorsky HH-60 Pave Hawk
- Sikorsky Hoverfly
- Sikorsky Ilia Mouromets
- Sikorsky MH-53 Pave Low
- Sikorsky S-1
- Sikorsky S-2
- Sikorsky S-3
- Sikorsky S-4
- Sikorsky S-5
- Sikorsky S-6
- Sikorsky S-7
- Sikorsky S-8
- Sikorsky S-9
- Sikorsky S-10
- Sikorsky S-11
- Sikorsky S-12
- Sikorsky S-16
- Sikorsky S-17
- Sikorsky S-18
- Sikorsky S-19
- Sikorsky S-20
- Sikorsky S-29-A
- Sikorsky S-30
- Sikorsky S-31
- Sikorsky S-32
- Sikorsky S-33
- Sikorsky S-34
- Sikorsky S-35
- Sikorsky S-36
- Sikorsky S-37
- Sikorsky S-38
- Sikorsky S-39
- Sikorsky S-40
- Sikorsky S-41
- Sikorsky S-42
- Sikorsky S-43
- Sikorsky S-44
- Sikorsky S-49
- Sikorsky S-51 Dragonfly
- Sikorsky S-55
- Sikorsky S-58
- Sikorsky S-61
  - Sikorsky S-61R
- Sikorsky S-62
- Sikorsky S-64
- Sikorsky S-65
- Sikorsky S-76
- Sikorsky S-92 Helibus/H-92 Superhawk
- Sikorsky SH-3 Sea King
- Sikorsky SH-60 Seahawk
- Sikorsky UH-53
- Sikorsky UH-60 Black Hawk
- Sikorsky X-Wing
- Sikorsky Piasecki X-49

### Silvercraft SpA
- Silvercraft SH-4
- Silvercraft SH-200

### Sino Swearingen
- Sino Swearingen SJ-30

### SIPA
- SIPA S.10
- SIPA S.11
- SIPA S.111
- SIPA S.12
- SIPA S.121
- SIPA S.50
- SIPA S.200 Minijet
- SIPA S.300
- SIPA S.700, SIPA S.710
- SIPA S.901
- SIPA S.903
- SIPA S.2510 Antilope
- SIPA S.300R
- SIPA S.1000 Coccinelle
- SIPA S.1100

### Slick
- Slick 360
- Super Slick

### Slingsby
- Slingsby T.7 Kirby Cadet
- Slingsby T.18 Hengist
- Slingsby T.21 Sedbergh
- Slingsby T.24 Falcon 4
- Slingsby T.31 Tandem Tutor
- Slingsby T.34 Sky
- Slingsby T.38 Grasshopper
- Slingsby T.42 Eagle
- Slingsby T.43 Skylark 3
- Slingsby T.49 Capstan
- Slingsby T.51 Dart
- Slingsby T67 Firefly

### SMAN
- SMAN Petrel

### SNCAC
- SNCAC NC.110
- SNCAC NC.130
- SNCAC NC.150
- SNCAC NC.200
- SNCAC NC.211 Cormoran
- SNCAC NC.223
- SNCAC NC.270 et NC.271
- SNCAC NC.410
- SNCAC NC.420
- SNCAC NC.433
- SNCAC NC.470 et NC.471
- SNCAC NC.510 et NC.530
- SNCAC NC.600
- SNCAC NC.700, NC.701 et NC.702 Martinet
- SNCAC NC.832
- SNCAC NC.840 Chardonneret
- SNCAC NC.850 à NC.860
- SNCAC NC.900
- SNCAC NC.901 et NC.902
- SNCAC NC.1070, SNCAC NC.1071, SNCAC NC.1072
- SNCAC NC.1080
- SNCAC NC.2001 Abeille
- SNCAC NC.3021 Belphégor (en)

### SNCAN
- Nord 1000 Pingouin, Nord 1001 Pingouin I, Nord 1002 Pingouin
- Nord 1100, Nord 1101, Nord 1104, Noralpha
- Nord 1200, 1201, 1202, 1203, 1204 Norécrin
- Nord 1221, Nord 12222, Norélan
- Nord 1300
- Nord 1400 Gerfaut
- Nord 1400, Nord 1401, Nord 1402, Noroit
- Nord 1500 Noréclair
- Nord 1500 Griffon II
- Nord 1600, Nord 1601, Nord 1620
- Nord 1700 Norélic
- Nord 1710
- Nord 1750 Norelfe
- Nord 1800
- Nord 2000
- Nord 2100 Norazur
- Nord 2200
- Nord 2500, Nord 2501 Noratlas, Nord 2502 Noratlas, Nord 2503 Noratlas, Nord 2504 Noratlas, Nord 2508 Noratlas
- Nord 2700
- Nord 2800
- Nord 2900
- Nord 3200, Nord 3201
- Nord 4210, Nord 4400
- SNCAN NC-856A, SNCAN NC-856H

### SNCAO
- CAO.30
- SNCAO.200
- CAO.600
- CAO.700

### SNCASE
- SE.212 Durandal
- SE.216 Voltigeur, SE.217 Voltigeur, SE.218 Diplomate
- SE.161 Languedoc
- SE.1020
- SE.1800
- SE.2010 Armagnac
- SE.2410 Grognard, SE.2424 Grognard
- SE.3000
- SE.3100
- SE.3120 Alouette
- SE.3130 Alouette II
- SE.3200 Frelon
- SE.5000 Baroudeur
- SNCASE X-108

### SNCASO
- SO.30 Bretagne
- SO.70, SO.71, SO.72
- SO.90 Cassiopée, SO.93 Corse, SO.94 Corse, SO.95 Corse
- SO.161
- SO.4000
- SO.4050 Vautour
- SO.6000 Triton
- SO.6020 Espadon
- SO.6100 Requin
- SO.7010 Pégase
- SO.8000 Narval, SO.8010 Narval
- SO.9000 Trident
- SNCASO Deltaviex
- SNCASO DEVER

### Snecma
- SNECMA C400 ATAR volant
- SNECMA C450 Coléoptère

### Snow Aeronautical Co
- Snow S-1
- Snow S-2

### Socata
- Socata Diplomate
- Socata Gulfstream
- Socata Horizon
- Socata MS 180
- Socata MS 250
- Socata Rallye
- Socata Tangara
- Socata TB-9 Tampico
- Socata TB-10 Tobago
- Socata TB-20 Trinidad
- Socata TB-30 Epsilon
- Socata TB-31 Oméga
- Socata TB-320 Tangara
- Socata TB-360 Tangara
- Socata TBM-700
- Socata TBM-850

### Société aérienne bordelaise
- SAB-SEMA 10
- SAB-SEMA 12
- SAB AB-20
- SAB AB-21
- SAB AB-22
- SAB AB-80
- SAB DB-70
- SAB DB-80
- SAB DB-81
- SAB LH-70

### Société Française de Vol à Voile
- SFVAV Eole
- SFVAV R.4
- SFVAV R.9

### SOKO
- Soko 522
- Soko S-55-5
- Soko G-2 Galeb
- Soko G-3 Galeb
- Soko G-4 Super Galeb
- Soko J-20 Kraguj
- Soko J-21 Jastreb
- Soko J-22 Orao /Avioane IAR 93 B

### Sonex, Ltd.
- Sonex
- Waiex
- Xenos

### Sopwith Aviation Company
- Sopwith 1½ Strutter
- Sopwith 3-Seater
- Sopwith Baby
- Sopwith Camel
- Sopwith Cuckoo
- Sopwith Dolphin
- Sopwith Pup
- Sopwith Snipe
- Sopwith Tabloid
- Sopwith Triplan

### Soukhoï
- Soukhoï Superjet 100 Regional Jet
- Soukhoï Su-2
- Soukhoï Su-7
- Soukhoï Su-9
- Soukhoï Su-11
- Soukhoï Su-15
- Soukhoï Su-17 / Su-20 / Su-22
- Soukhoï Su-24
- Soukhoï Su-25
- Soukhoï Su-26
- Soukhoï Su-27 Flanker
- Soukhoï Su-29
- Soukhoï Su-30
- Soukhoï Su-31
- Soukhoï Su-32FN
- Soukhoï Su-33
- Soukhoï Su-34
- Soukhoï Su-35
- Soukhoï Su-37
- Soukhoï Su-47
- Soukhoï Su-80
- Soukhoï T-50 (PAK-FA)

### SPAD
Voir Blériot-SPAD pour les appareils postérieurs à la Première Guerre mondiale
- SPAD SA.1
- SPAD SA.2
- SPAD SA.3
- SPAD SA.4
- SPAD SG.1
- SPAD S.VII
- SPAD S.XI
- SPAD S.XII
- SPAD S.XIII
- SPAD S.XIV
- SPAD S.XV
- SPAD S.XVI
- SPAD S.XVII
- SPAD S.XX
- SPAD S.XXI
- SPAD S.XXII
- SPAD S.XXIV

### SPCA
- SPCA 30
- SPCA 41T

### Sportavia
- Sportavia RF-4D
- Sportavia RF-5B Sperber
- Sportavia RF-55
- Sportavia RS-180
- Sportavia S 5
- Sportavia SFS 31

### Spartan
- Spartan C-71 Executive

### Stampe et Vertongen
- Stampe SV4
- Stampe RSV 18/100
- Stampe RSV 26/100

### Stampe & Renard
- Stampe & Renard SR-7
- Stampe & Renard SR-45

### Stearman
- Stearman A-21
- Stearman Kaydet

### Stinson
- Stinson 10 Voyager
- Stinson 74
- Stinson 75
- Stinson 76
- Stinson 105 Voyager
- Stinson 106
- Stinson 108 Voyager 150
- Stinson A
- Stinson Amphibian
- Stinson AT-19
- Stinson UC-81 Reliant
- Stinson C-91
- Stinson CQ-2
- Stinson Detroiter
- Stinson Greyhound
- Stinson HW-75
- Stinson L
- Stinson L-1 Vigilant
- Stinson L-5 Sentinel
- Stinson L-9
- Stinson L-12 Reliant
- Stinson L-13
- Stinson M
- Stinson O
- Stinson O-49 Vigilant
- Stinson YO-54
- Stinson O-62
- Stinson OY-1 et OY-2
- Stinson R
- Stinson RQ
- Stinson S Junior
- Stinson SB Detroiter
- Stinson SM-1 Detroiter
- Stinson SM-2 Junior
- Stinson SM-3
- Stinson SM-4 Junior
- Stinson SM-5
- Stinson SM-6 Detroiter
- Stinson SM-7 Junior
- Stinson SM-8 Junior
- Stinson SM-9
- Stinson SM-6000
- Stinson SR Reliant
- Stinson T
- Stinson U
- Stinson U-19 Sentinel
- Stinson W
- Stinson-Faucett F-19

### Stits
- Stits SA-1A Junior
- Stits SA-2A Sky Baby
- Stits SA-3 Playboy
- Stits SA-4 Executive
- Stits SA-5 Flut-R-Bug
- Stits SA-6 Flut-R-Bug
- Stits SA-7 Sky-Coupe
- Stits SA-8 Skeeto
- Stits SA-9 Sky-Coupe
- Stits SA-11A Playmate

### Stout
- Stout C-65 Skycar
- Stout C-107 Skycar

### Stroukoff
- Stroukoff C-134 Pantobase

### Sud-Aviation
- Sud-Aviation Caravelle
- Sud-Aviation Super-Caravelle

### Sunderland
- Sunderland S-18

### Supermarine
- Supermarine Attacker
- Supermarine Channel
- Supermarine Scapa
- Supermarine Scimitar
- Supermarine Sea Otter
- Supermarine Seafang
- Supermarine Seafire
- Supermarine Seagull
- Supermarine Southampton
- Supermarine Spitfire
- Supermarine Spiteful
- Supermarine Stranraer
- Supermarine Swift
- Supermarine Walrus

### Swallow
- Swallow C
- Swallow Mailplane
- Swallow Monoplane
- Swallow New Swallow
- Swallow Super Swallow
- Swallow TP

### Swearingen
- Swearingen Excalibur
- Swearingen Merlin
- Swearingen Metro
- Swearingen Queenaire 800
- Swearingen SJ30
- Swearingen SX300
- Swearingen Taurus

### Sznycer
- Sznycer Omega BS-12

- A
- B
- C
- D
- E-H
- I-M
- N-S
- T-Z